# Bhutanthera albosanguinea
Bhutanthera albosanguinea är en orkidéart som beskrevs av Jany Renz. Bhutanthera albosanguinea ingår i släktet Bhutanthera och familjen orkidéer. Inga underarter finns listade i Catalogue of Life.